# Stadhuis van Sint-Maartensdijk

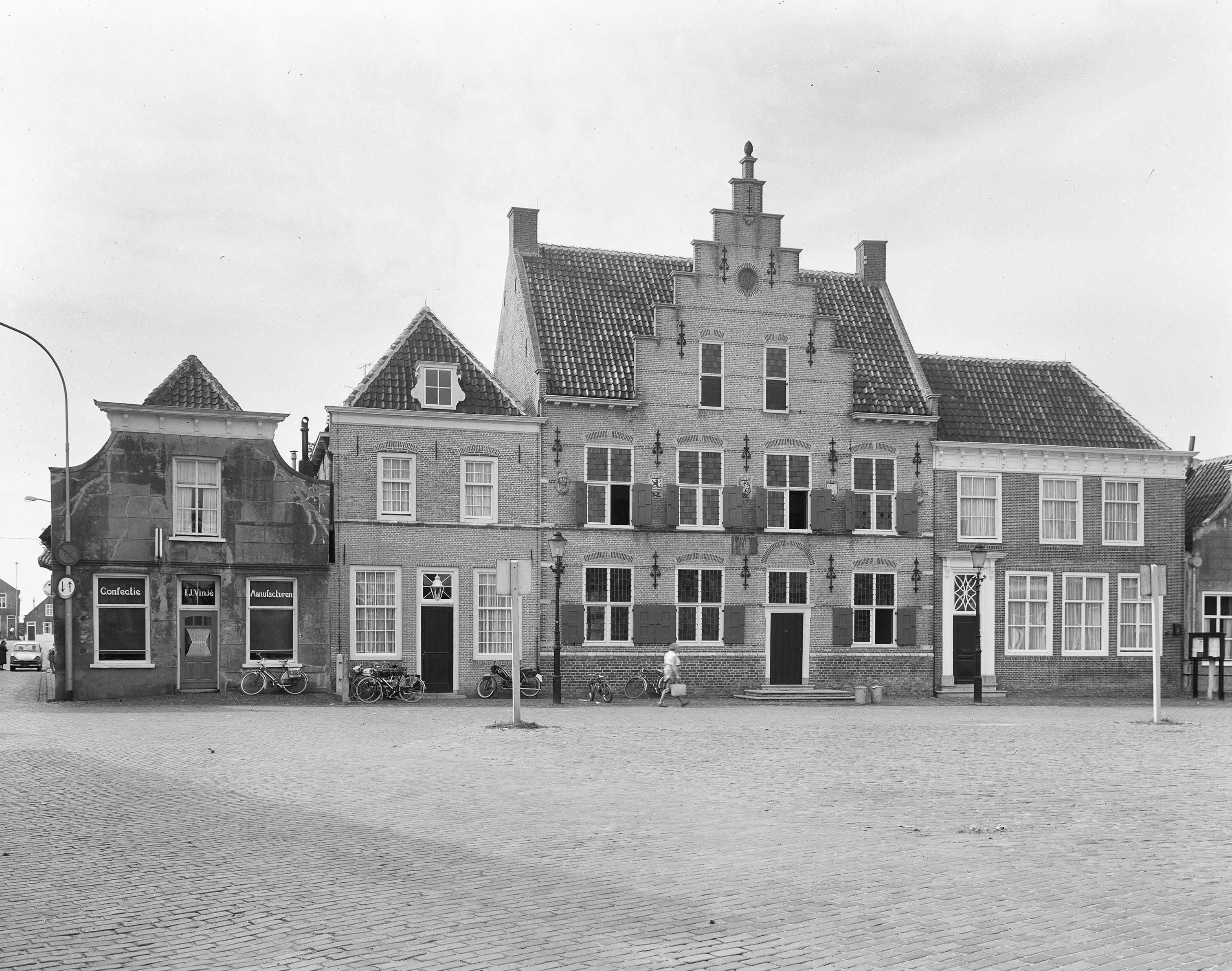
Voormalige stadhuis

Het voormalige stadhuis van Sint-Maartensdijk is een bouwwerk in het tot de Zeeuwse gemeente Tholen behorende stadje Sint-Maartensdijk.

## Geschiedenis
Waarschijnlijk is dit stadhuis van oorsprong een bouwwerk uit 1586-1587. In 1628 werd de voorgevel van het stadhuis vernieuwd en voorzien van een trapgevel. Deze werd in de 18e eeuw afgebroken en vervangen door een classicistisch ogende voorgevel. Van 1962-1964 werd het gebouw gerestaureerd en werd de trapgevel weer herbouwd.
In 1971 werden de gemeenten op Tholen samengevoegd tot de gemeente Tholen, maar het bestuurscentrum werd meer centraal gedacht, in Sint-Maartensdijk. Voor dat doel was het oude stadhuis te klein. Daarom werden de naastliggende panden aangekocht. Het pand links van het stadhuis is van oorsprong laatgotisch en stamt uit omstreeks 1560 en werd gerestaureerd en verbouwd in 1962-1964. Het pand rechts ervan is een voormalige bewaarschool. Ook andere panden werden bij het stadhuis betrokken dat, naast een kantoorfunctie, ook een trouw- en burgerzaal, en een raadszaal, kreeg. Het werd al stadhuis gebruikt tot 2008. Nu is in het pand een hotel ondergebracht.

## Interieur
In de 'Oranjekamer' van het voormalige gemeentehuis vindt men enkele voorwerpen die van elders afkomstig zijn, namelijk een schouw uit het Paleis Kneuterdijk, en de portretten van heren en vrouwen van Sint-Maartensdijk en diverse vorsten en stadhouders, afkomstig uit het voormalige kasteel van Sint-Maartensdijk.